# Mahjong Kyoretsuden
Mahjong Kyoretsuden è un videogioco dedicato al mahjong pubblicato da SNK nel 1990 per Neo Geo. Fa parte dei 4 giochi presenti al lancio dell'hardware. Il gioco è stato pubblicato solo nella versione giapponese e non è mai stato tradotto in altre lingue.